# Kim Seung-yong
Kim Seung-yong (김승용?, 金勝龍?; Seul, 14 marzo 1985) è un calciatore sudcoreano, attaccante del Lee Man.

## Palmarès

### Club

#### Competizioni internazionali
- AFC Champions League: 1

Ulsan Hyundai: 2012